# Coenosia oralis
Coenosia oralis är en tvåvingeart som beskrevs av Johann Andreas Schnabl 1915. Coenosia oralis ingår i släktet Coenosia och familjen husflugor. Inga underarter finns listade i Catalogue of Life.